# Associação de Futebol da Chéquia
A Associação de Futebol da Tchéquia ou Chéquia (em checo: Fotbalová asociace České republiky, FAČR) é o órgão que dirige e controla o futebol da Chéquia, comandando as competições nacionais e a Seleção Checa de Futebol. Sua sede está localizada em Praga. 